# Breonadia salicina
Breonadia es un género monotípico de plantas con flores perteneciente a la familia Rubiaceae. Su única especie: Breonadia salicina, es originaria de África.

## Descripción
Es un árbol que alcanza un tamaño de 18 m de altura, el tronco con un diámetro de 80 cm, lleva una corona amplia. Se encuentra en la sabana, desde el nivel del mar a los 1500 m de altitud, comúnmente en las orillas de los ríos y de los arroyos, desde Malí a Camerún y muy dispersas en otros lugares en el África tropical.

## Usos
La corteza de árbol, con la savia exudada se producen gomas, resinas, etc
La hoja se utiliza como planta medicinal como febrífugo.
La madera, usada como material de construcción, en carpintería y aplicaciones relacionados para la agricultura, silvicultura, caza y aparatos de pesca; el hogar, artículos personales y domésticos.

## Taxonomía
Breonadia salicina fue descrita por (Vahl) Hepper & J.R.I.Wood y publicado en Kew Bulletin 36: 860, en el año 1982.
Sinonimia
| - Adina galpinii Oliv. - Adina lasiantha K.Schum. - Adina lasiantha var. parviflora Hochr. - Adina microcephala (Delile) Hiern - Adina microcephala var. galpinii (Oliv.) Hiern - Adina spathellifera (Baker) Oliv. - Breonadia microcephala (Delile) Ridsdale - Breonadia salicina var. galpinii (Oliv.) Hepper & J.R.I.Wood | - Cephalanthus coriaceus K.Schum. - Cephalanthus spathellifer Baker - Cephalanthus spathelliferus Baker - Cephalidium verticillatum B. Boivin - Nauclea microcephala Delile - Nauclea microcephala DC. - Nauclea verticillata Baill. - Nerium salicinum Vahl |